# Opius crandalli
Opius crandalli är en stekelart som beskrevs av Fischer 1964. Opius crandalli ingår i släktet Opius och familjen bracksteklar. Inga underarter finns listade i Catalogue of Life.